# Grim104

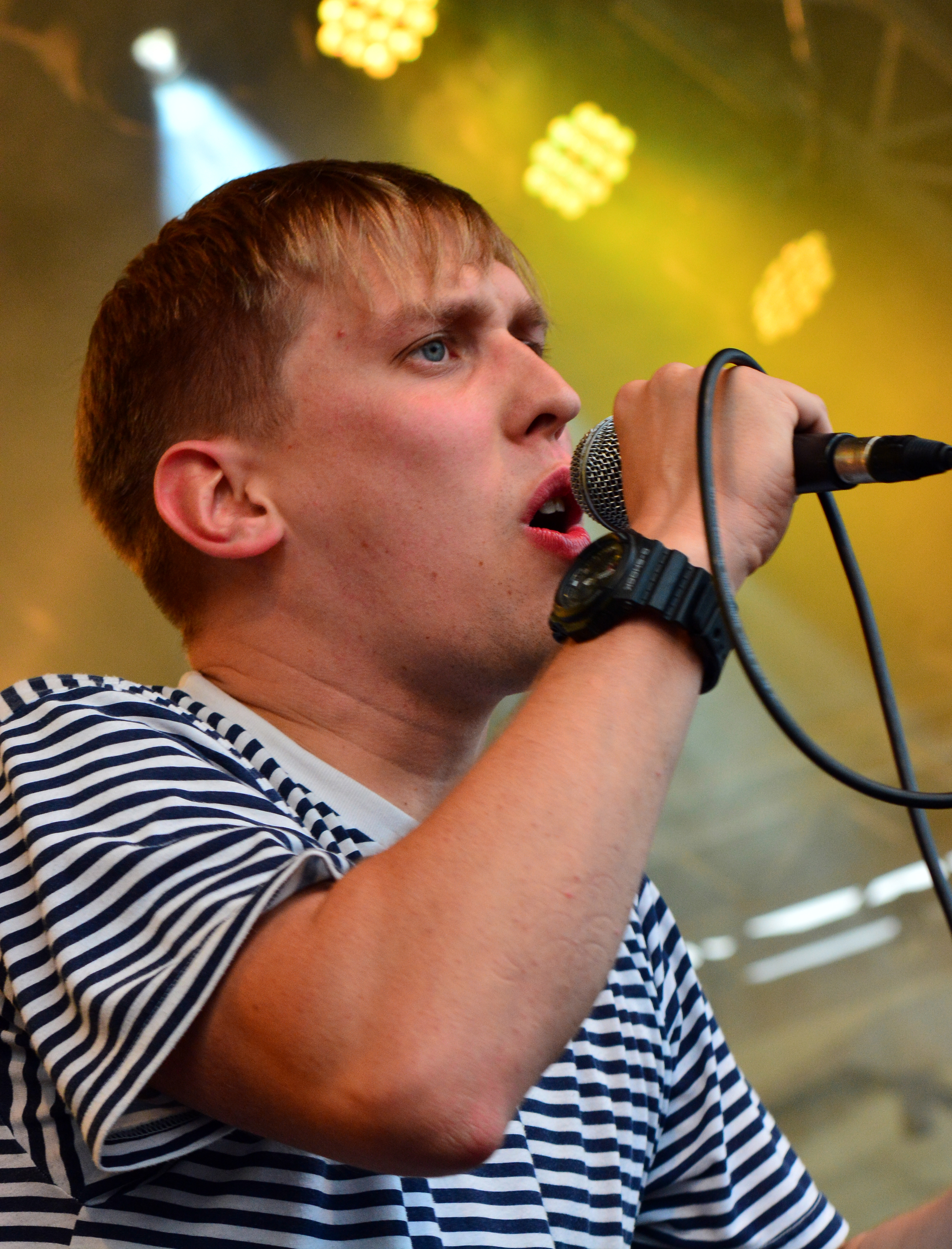
Grim104 beim Ackerfestival 2014 in Kummerfeld

Grim104 (Eigenschreibweise: grim104; * 1988 in Krefeld; bürgerlich: Moritz Wilken) ist ein deutscher Rapper. Gemeinsam mit dem Rapper Testo bildet er das Hip-Hop-Duo Zugezogen Maskulin.

## Werdegang
Moritz Wilken wurde 1988 in Krefeld geboren und hat dort die ersten Jahre seines Lebens verbracht. Als er vier Jahre alt war, zog die Familie in die niedersächsische Stadt Zetel. Nach seinem Umzug nach Berlin im Jahr 2007 absolvierte er zunächst ein freiwilliges soziales Jahr in einer Krankenhausreinigung. Anschließend arbeitete er als Redakteur des Polli-Magazins und begann 2010 unter der Leitung des Journalisten Marcus Staiger ein Praktikum in der Redaktion der Internetseite Rap.de. Im Zuge dieses Praktikums lernte Grim104 den Hip-Hop-Musiker Testo kennen. Gemeinsam bildeten sie daraufhin das Duo Zugezogen Maskulin. Der Bandname stellt eine Anspielung auf die Formation Westberlin Maskulin dar, die Ende der 1990er-Jahre aus den Rappern Kool Savas und Taktloss bestand. Des Weiteren sei laut Aussage Testos die Wahl auf den Begriff „zugezogen“ erfolgt, da dieser im Zusammenhang der Hip-Hop-Szene als „Schimpfwort“ fungiere. Mit Kauft nicht bei Zugezogenen veröffentlichte das Duo im Dezember 2011 ihr erstes Album. Dieses wurde zum kostenlosen Herunterladen angeboten. Eine Videoumsetzung erschien im Herbst 2012 zum Lied Rotkohl. Auch zu den Stücken Entartete Kunst und Undercut Tumblrblog wurden Musikvideos gedreht.
Neben seiner musikalischen Tätigkeit begann Grim104 im Jahr 2010 ein VWL-Studium, das er nach zwei Jahren wieder abbrach. Anfang Oktober 2013 nahm das Independent-Label Buback Testo und Grim104 unter Vertrag. Am 15. November 2013 erschien die EP Grim104 als erste Solo-Veröffentlichung des Rappers. Bereits im Vorfeld war die Umsetzung des Stücks Ich töte Anders Breivik als Video veröffentlicht worden. Des Weiteren wurden Musikvideos zu Frosch, Crystal Meth in Brandenburg und 2. Mai gedreht. Die EP sei laut Grim104 konzeptionell die „Abhandlung“ seines bisherigen Lebens. Dabei wolle er ähnlich wie der Rapper Yelawolf in den Vereinigten Staaten das provinzielle Leben hervorheben. 2015 erschien das Album Alles brennt mit Testo, welches es auf Platz 20 der deutschen Albumcharts schaffte. 2017 und 2021 folgten die Alben Alle Gegen Alle und 10 Jahre Abfuck, beide über das Label Four Music. Am 31. Oktober 2019 erschien mit Das Grauen, Das Grauen eine weitere Solo-EP. Seit 2022 veröffentlicht Grim104 über das Label Recycled Earth Music, hier erschienen 2022 das Album Imperium und 2023 der Nachfolger Ende Der Nacht, welche sich auf Platz 12 und Platz 30 der deutschen Charts platzierten.

## Rezeption
Grim104 wurde in zahlreichen Medien besprochen. Insbesondere im Zuge der Veröffentlichung seiner EP Grim104 erfuhr er eine breite Rezeption. Die E-Zine Laut.de beschreibt den Vortrag von Grim104 als „halb gerappt, halb geschrien und öfter neben der Spur als im Takt.“ Seine Texte seien „weit abseits des Hip Hop-Standards“ und ähneln den „Mordfantasien“ des Rappers Taktloss. In einer Kritik von Laut.de zur EP Grim104 charakterisiert die Redakteurin Dani Fromm den Rapper als „unangepasst, durch und durch desillusioniert und entsprechend bitterböse.“ Damit ähnele er „im Auftreten, in der Haltung und im Herzen“ einem Punk. Die Musikredakteurin Katja Engelhardt erklärte, Grim104 bewege sich zwischen „den erfolgreichen Lagern Straßenköter-Rap und hedonistischem Pop-Rap.“ Aus ihrer Sicht habe der Rapper keine „Angst vor der bösen großen weiten Welt“, sondern suche „nach dem Unerklärlichen, dem Abgründigen.“
Auch eine Reihe Autoren äußerten sich positiv zu Grim104. So befand etwa Dirk Bernemann die Texte als „sehr interessant.“ Der Sänger und Autor Thees Uhlmann lobte in Interviews Grim104 als seinen „momentane[n] Lieblingsrapper.“ In diesem Zusammenhang bedauerte er, dass der Rapper bei Buback unter Vertrag stehe, da er ihn gerne als Künstler bei seinem Label Grand Hotel van Cleef hätte. Marcus Staiger erklärte in Bezug auf Grim104, dass dieser sein eigenes „skeptizistische[s] Weltbild auf den Punkt gebracht“ habe.
Sascha Ehlert vom Hip-Hop-Magazin Juice beschreibt die Texte des Rappers als „lyrischen Horrorcore in der Light-Variante“, der „Themen wie Rebellion, Perspektivlosigkeit und die Ohnmacht gegenüber einer starren Gesellschaft“ umkreise. Das Stück Crystal Meth in Brandenburg stelle die „hoffnungslose […] Ergänzung zu Moritz von Uslars Buch ‚Deutschboden‘“ dar. Die Redaktion der Seite Meinrap.de zog einen Vergleich der Texte Grim104s mit den Arbeiten des US-amerikanischen Schriftstellers H. P. Lovecraft. Für den Musikexpress gebe Grim104 die passende Antwort auf die „blutleeren Jungunternehmer und Mittelschichtsschocker auf dem Boulevard der Sido- und Bushido-Schule.“

## Diskografie
Alben
- 2011: Kauft nicht bei Zugezogenen (Kostenloses Album mit Testo als Zugezogen Maskulin)
- 2013: Grim104
- 2015: Alles brennt (mit Testo als Zugezogen Maskulin)
- 2017: Alle gegen Alle (mit Testo als Zugezogen Maskulin)
- 2019: Das Grauen, das Grauen
- 2020: 10 Jahre Abfuck (mit Testo als Zugezogen Maskulin)
- 2022: Imperium
- 2023: Ende der Nacht

EP
- 2010: Zugezogen Maskulin (Kostenloses EP mit Testo als Zugezogen Maskulin)

Videos
- 2009: Dis is wo ich herkomm
- 2011: Entartete Kunst (mit Testo als Zugezogen Maskulin)
- 2012: Undercut Tumblrblog (mit Testo als Zugezogen Maskulin)
- 2012: Ich töte Anders Breivik
- 2012: Rotkohl (mit Testo als Zugezogen Maskulin)
- 2012: Maskulin Maskulin (mit 3Plusss, Donetasy und Testo)
- 2013: Frosch
- 2013: Crystal Meth in Brandenburg
- 2014: 2. Mai
- 2014: Alles brennt (mit Testo als Zugezogen Maskulin)
- 2014: Endlich Wieder Krieg (mit Testo als Zugezogen Maskulin)
- 2015: Grauweisser Rauch (mit Testo als Zugezogen Maskulin)
- 2016: Ratatat im Bataclan (mit Testo als Zugezogen Maskulin)
- 2017: Was für eine Zeit (mit Testo als Zugezogen Maskulin)
- 2017: Heiko & Uwe (mit Testo als Zugezogen Maskulin)
- 2017: Alle gegen Alle (mit Testo als Zugezogen Maskulin)
- 2018: Der müde Tod (mit Testo als Zugezogen Maskulin)
- 2019: 36 Grad (mit Testo, Carsten Chemnitz und Nura)
- 2019: Graf Grim
- 2020: EXIT (mit Testo als Zugezogen Maskulin)
- 2020: Tanz auf dem Vulkan (mit Testo als Zugezogen Maskulin)
- 2020: Sommer Vorbei (mit Testo als Zugezogen Maskulin)
- 2022: Numb (mit LGoony)
- 2022: Komm und Sieh
- 2022: Bam Margera
- 2022: Lächeln
- 2023: Risse (mit Dissy)
- 2023: Stadtfuchs
- 2023: Ende der Nacht (mit Paula Engels)
- 2023: STERNE